# رصدخانه اپتیکی ملی آمریکا

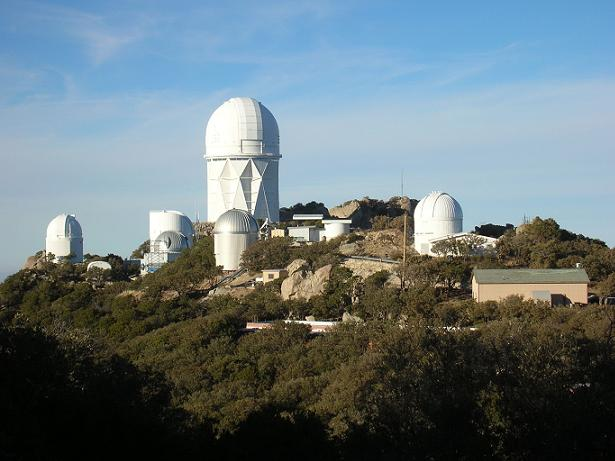

رصدخانه اپتیکی ملی آمریکا (به انگلیسی: National Optical Astronomy Observatory) یک سازمان علمی فدرال در آمریکا است. مرکز آن در توسان در آریزونا است.